# Peperomia ubate-susanensis
Peperomia ubate-susanensis är en pepparväxtart som beskrevs av Truman George Yuncker. Peperomia ubate-susanensis ingår i släktet peperomior, och familjen pepparväxter. Inga underarter finns listade i Catalogue of Life.